# رجل الثلج (فلم 1984)
رجل الثلج (بالإنجليزية: Iceman) هو فيلم درامي خيال علمي أمريكي عام 1984 من يونيفرسال بيكشرز. كتب السيناريو جون دريمر وتشيب بروسر وأخرجه فريد شابيسي. كان من بين الممثلين جون لون وتيموثي هاتون وليندسي كروس وداني جلوفر. تم تصويره بالألوان بصوت Dolby ويبلغ مدته 100 دقيقة. تم إصدار نسخة DVD في عام 2004.

## طاقم ممثلين
- تيموثي هوتون في دور دكتور ستانلي شيبارد
- ليندسي كروس بدور الدكتورة ديان برادي
- جون لون مثل تشارلي
- جوزيف سومر في دور ويتمان
- ديفيد ستراثيرن في دور دكتور سينج
- فيليب أكين مثل دور دكتور فيرميل
- داني غلوفر في دور لوميس
- أميليا هول بدور مابل
- ريتشارد مونيت في دور هوجان
- جيمس تولكان في دور ماينارد

## روابط خارجية
- مقالات تستعمل روابط فنية بلا صلة مع ويكي بيانات